# Lijst van eilanden in Roemenië
Dit is een lijst van eilanden in Roemenië. De meesten liggen in de Zwarte Zee, op enkele riviereilanden na.
- Insula Ceaplace
- Balta Ialomiței
- Insula Moldova Veche
- Ostrovu Mare
- Ostrovu Tătaru
- Insula Popina
- Insula Sacalinu Mic
- Insula Sacalinu Mare